# تایشی اندو
تایشی اندو (انگلیسی: Taishi Endo؛ زادهٔ ۳۱ مارس ۱۹۸۰) بازیکن فوتبال اهل ژاپن است.
از باشگاه‌هایی که در آن بازی کرده‌است می‌توان به باشگاه فوتبال توکیو اشاره کرد.